# Bulletin des Seances de l'Institut Royal Colonial Belge
Bulletin des Seances de l'Institut Royal Colonial Belge (abreviado Bull. Séances Inst. Roy. Colon. Belge) fue una revista científica con ilustraciones y descripciones botánicas que fue en Bruselas y publicados 25 números en los años 1930 hasta 1954. Fue reemplazada por Bull. Seances Acad. Roy. Sci. Outre Mer.